# Joshua Onujiogu
Joshua Onujiogu (Wareham, 3 marzo 1998) è un giocatore di football americano statunitense che milita nel ruolo di outside linebacker per i Seattle Seahawks della National Football League (NFL).

## Carriera

### Seattle Seahawks
Onujiogu al college giocò a football alla Framingham State University. Dopo non essere stato scelto nel Draft NFL 2022 firmò con i Seattle Seahawks. Il 31 agosto fu svincolato. Il 2 settembre rifirmò con la squadra di allenamento. Il 5 novembre fu promosso nel roster attivo, e debuttò nella NFL il giorno successivo contro gli Arizona Cardinals, facendo registrare 3 tackle in 17 snap giocati.